# Selenur d'indi(II)
El selenur d'indi(II) (InSe) és un compost inorgànic compost d'indi i seleni. És un semiconductor de capes III-VI. El sòlid té una estructura que consisteix en capes bidimensionals unides entre si només per forces de van der Waals. Cada capa té els àtoms en l'ordre Se-In-In-Se.
Les aplicacions potencials són per a transistors d'efecte de camp, optoelectrònica, fotovoltaica, òptica no lineal, extensòmetres  i sensors de gas metanol.

## Formació
El selenur d'indi(II) es pot formar mitjançant diversos mètodes diferents. Un mètode per fer el sòlid a granel és el mètode Bridgman/Stockbarger, en què els elements indi i seleni s'escalfen a més de 900 °C en una càpsula segellada i després es refreda lentament durant aproximadament un mes. Un altre mètode és l'electrodeposició a partir d'una solució aquosa de sulfat d'indi(I) i diòxid de seleni.

## Propietats

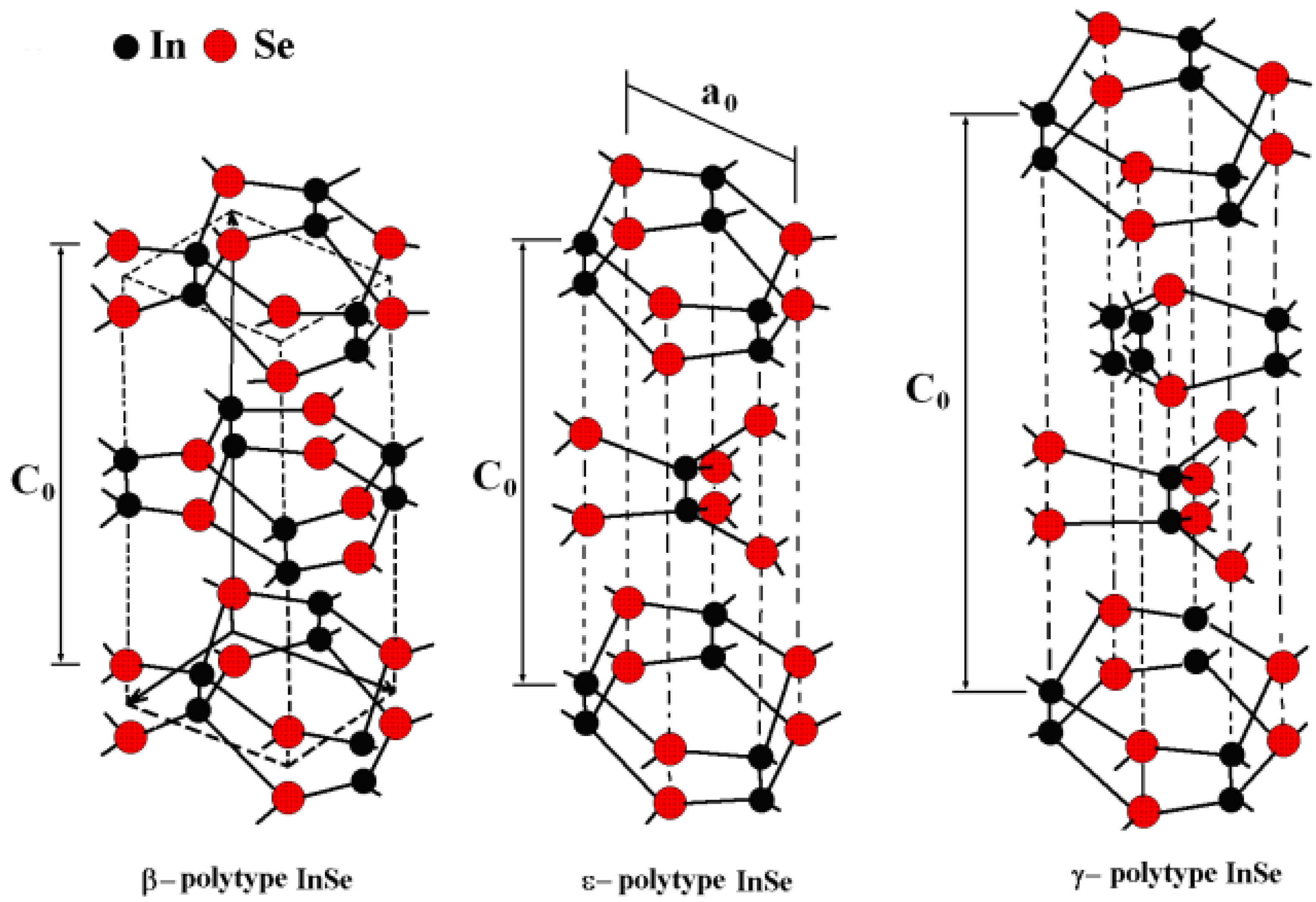
Diagrama de polítops de selenur d'indi(II)

Hi ha tres polítops o formes cristal·lines. β i ε són hexagonals amb cel·les unitàries que abasten dues capes. γ té un sistema cristal·lí romboèdric, amb la cel·la unitària que inclou quatre capes.
El selenur de β-indi(II) es pot exfoliar en làmines bidimensionals utilitzant cinta adhesiva. En el buit, aquestes formen capes llises. Tanmateix, quan s'exposen a l'aire, les capes es tornen corrugades a causa de la quimiosorció de molècules d'aire. L'exfoliació també pot tenir lloc en líquid isopropanol.
El selenur d'indi (II) és estable en condicions ambientals d'oxigen i vapor d'aigua, a diferència de molts altres semiconductors.
| politop | grup espacial | cel·la unitària              | interval de banda | eV   |
| ------- | ------------- | ---------------------------- | ----------------- | ---- |
| β       | P63/mmc       | a=4,005 c=16,660 Z=4         | directe           | 1.28 |
| γ       | R3m           | a=7,1286 Å, c=19,382 Å i Z=6 | directe           | 1.29 |
| ε       | P6m²          | -                            | indirecte         | 1.4  |

## Dopatge
Les propietats del selenur d'indi(II) es poden variar alterant la proporció exacta d'elements d'1:1, creant vacants. És difícil obtenir una igualtat exacta. Les propietats es poden compensar mitjançant el dopatge d'elements de transició. Altres elements que es poden incloure en petites concentracions són el bor, la plata, i el cadmi.